# Club Rubio Ñu
Der Club Rubio Ñu, kurz Rubio Ñu, ist ein paraguayischer Fußballverein aus dem Stadtteil Santísima Trinidad von Asunción. Er wird auch Albiverdes, Laureado oder Ñuenses genannt.

## Geschichte
Der Verein wurde 1913 von einer Gruppe Freunden gegründet, die weiß und grün als Vereinsfarben für Freiheit und Hoffnung wählten. Nach Gründung trat der Klub der Liga Centenario bei, einer Konkurrenzliga zur offiziellen vom paraguayischen Fußballverband organisierten Liga Paraguaya. Nach Auflösung der Liga Centenario trat der Verein dem Verband bei und begann in unteren Ligen. 1926 gelang der erste Aufstieg in die höchste Spielklasse Paraguays. Nach nur einem Jahr erfolgte jedoch wieder der Abstieg und der nächste Aufstieg ließ trotz weiter Meisterschaften in der zweiten Liga bis 1963 auf sich warten. Bis 1980 hielt sich das Team aus Santísima Trinidad, mit Ausnahme des direkten Wiederaufstiegs 1972, im Oberhaus und musste dann als Tabellenletzter absteigen. Fast 30 Jahre später, 2008, schaffte Rubio Ñu den erneuten Aufstieg. In der Clausura 2009 erreichte der Verein mit dem vierten Platz die beste Platzierung der Vereinsgeschichte. Seit 2018 befinden sich die Albiverdes wieder in der División Intermedia.

## Erfolge
- Zweitligameister: 1926, 1941, 1954, 1961, 1963, 1972, 2008
- Drittligameister: 1941, 1942, 2005

## Rivalität
Größter Rivale für Rubio Ñu ist der aus demselben Stadtteil kommende Sportivo Trinidense. Das Duelle wird auch als clásico de Trinidad bezeichnet.